# Буенавентура (Колумбія)
Буенавентура (ісп. Buenaventura) — муніципалітет і місто в Колумбії.

## Географія
Місто Буенавентура знаходиться в західній частині Колумбії, на узбережжі Тихого океану в глибині однойменної затоки, біля підніжжя Анд. Адміністративно входить до департаменту Вальє-дель-Каука. Велика частина міста розташована на острові Каскахаль. Відстань до центру департаменту, міста Калі - 128 кілометрів. Муніципалітет Буенавентура займає західну частину департаменту, його площа - 6078 км. Чисельність населення становить 324 429 осіб (на 2005 рік). Щільність населення дорівнює 52,65 осіб/км².

### Клімат
Місто знаходиться у зоні, котра характеризується вологим тропічним кліматом. Найтепліший місяць — січень із середньою температурою 26.1 °C (79 °F). Найхолодніший місяць — листопад, із середньою температурою 25.6 °С (78 °F).
| Клімат Буенавентури     | Клімат Буенавентури | Клімат Буенавентури | Клімат Буенавентури | Клімат Буенавентури | Клімат Буенавентури | Клімат Буенавентури | Клімат Буенавентури | Клімат Буенавентури | Клімат Буенавентури | Клімат Буенавентури | Клімат Буенавентури | Клімат Буенавентури | Клімат Буенавентури |
| Показник                | Січ.                | Лют.                | Бер.                | Квіт.               | Трав.               | Черв.               | Лип.                | Серп.               | Вер.                | Жовт.               | Лист.               | Груд.               | Рік                 |
| Абсолютний максимум, °C | 41                  | 37                  | 33                  | 35                  | 32                  | 32                  | 35                  | 36                  | 32                  | 35                  | 37                  | 37                  | 41                  |
| Середній максимум, °C   | 28                  | 28                  | 27                  | 28                  | 28                  | 27                  | 28                  | 27                  | 27                  | 27                  | 27                  | 27                  | 27                  |
| Середня температура, °C | 26                  | 26                  | 26                  | 26                  | 26                  | 26                  | 26                  | 26                  | 26                  | 26                  | 25                  | 26                  | 26                  |
| Середній мінімум, °C    | 23                  | 23                  | 23                  | 24                  | 23                  | 23                  | 24                  | 23                  | 23                  | 23                  | 23                  | 23                  | 23                  |
| Абсолютний мінімум, °C  | 16                  | 17                  | 16                  | 16                  | 16                  | 16                  | 20                  | 17                  | 17                  | 18                  | 16                  | 17                  | 16                  |
| Днів з опадами          | 8                   | 7                   | 9                   | 9                   | 12                  | 13                  | 10                  | 13                  | 13                  | 15                  | 13                  | 9                   | 131                 |
| Днів з дощем            | 8                   | 7                   | 9                   | 9                   | 12                  | 13                  | 10                  | 13                  | 13                  | 15                  | 13                  | 9                   | 131                 |
| ----------------------- | ------------------- | ------------------- | ------------------- | ------------------- | ------------------- | ------------------- | ------------------- | ------------------- | ------------------- | ------------------- | ------------------- | ------------------- | ------------------- |
| Джерело: Weatherbase    |                     |                     |                     |                     |                     |                     |                     |                     |                     |                     |                     |                     |                     |

## Історія
Місто було засноване 14 липня 1540 року Хуаном Фернандесом Ладрільєро за вказівкою Паскуаля де Андагоя за 16 кілометрів від нинішнього міського центру і назване на честь Святого Бонавентури. Як пише хроніст Сьєса де Леон:
«У цьому порту ні утворений міська рада, можу тільки сказати про нього, [що] заснував його Хуан Лодрільєро [Juan Lodrillero] (він той, хто відкрив річку) владою аделантадо дона Паскуаля де Андагоя [don Pasqual de Andagoya], але потім через відсутність цього Андагої був залишений без поселення: так як через сварок і розбіжностей, що були у нього і аделантадо  Белалькасар з приводу управління і кордонів (як про це йтиметься далі), Белалькасар його захопив і відправив укладеним в Іспанію. І тоді муніципалітет Калі разом з губернатором ухвалив, щоб в порту завжди проживало 6 або 7 жителів: для приходять кораблів, які туди прибувають з материкової землі, Нової Іспанії, і Нікарагуа; і вони могли в безпеці від індіанців вивантажувати товари, і розміщувати будинки, де складати їх: так це робилося [раніше], так робиться [і зараз]. І ті, що там проживають, [стягують] портові збори з торговців, і серед них є капітан, який не має право засуджувати, але [приставлений] для заслуховування [справ] і направляє до суду міста Калі. І щоб зрозуміти, яким чином це селище або порт Буенавентура був заселений, по-моєму, досить сказано. Щоб в місто Калі прибутку товари, вивантажені в цьому порту, звідки забезпечується все губернаторство, є тільки один спосіб [доставки] - через індіанців цих гір, які вважають своїм звичним обов'язком переносити їх на плечах, оскільки іншого шляху доставляти не було.».
Перед 1600 роком місто було зруйноване індіанцями, проте потім знову відбудоване. З відкриттям Панамського каналу місто стало інтенсивно розвиватися.
В даний час Буенавентура - найважливіший колумбійський порт на Тихому океані. Через Буенавентуру з країни відбувається експорт кави, цукру, деревини, морепродуктів, а також золота і платини, які видобуваються в департаменті Чоко.